# White Bay (Canada)
De White Bay is een grote baai in de Canadese provincie Newfoundland en Labrador. De baai bevindt zich aan de noordkust van het eiland Newfoundland en heeft een oppervlakte van ruim 1300 km². Ze ligt tussen het Great Northern Peninsula en het schiereiland Baie Verte.

## Geografie
De White Bay sluit in het noorden aan op de open wateren van de Labradorzee. Ze is daar op haar breedst met een breedte van zo'n 26 km. Van noord naar zuid heeft ze een lengte van zo'n 82 km. Over die gehele afstand scheidt ze het westelijk gelegen Great Northern Peninsula van het oostelijk gelegen schiereiland Baie Verte.
De noordelijke helft van de baai is vrijwel rechthoekig, terwijl de zuidelijke helft driehoekig is en uiteindelijk versmalt tot een lange, smalle zeearm. De White Bay is eilandarm; enkel in het zuiden liggen een handvol eilanden. Sops Island is het grootste eiland van de baai, al zijn ook Georges Island en Granby Island noemenswaardig.
De baai heeft een aantal vrij grote zijarmen, zoals de westelijk gelegen Great Cat Arm. Er monden verscheidene rivieren in de White Bay uit, waaronder de Big Arm Brook, de Cat Arm River, de Hampden River en de Main River.

### Plaatsen
Aan het zuidelijke uiteinde van de White Bay ligt Hampden, dat met 439 inwoners (2021) bij verre de grootste kustplaats aan de baai is. De meeste andere plaatsen liggen langs de oostkust, namelijk Back Cove, Beaches, Bear Cove, Galeville, Georges Cove, Purbeck's Cove, Seal Cove, Westport en Wild Cove. Aan de westkust liggen drie dorpen, met name Jackson's Arm, Pollard's Point en Sop's Arm.
Aan de oevers van de baai liggen ook verscheidene spookdorpen en grotendeels verdwenen nederzettingen, dewelke voornamelijk hervestigde vissersplaatsen zijn. Het gaat om Browns Cove, Burtons Cove, Clay Cove, Coney Arm, Gold Cove, Hannah Cove, Little Harbour Deep, Little Pumbly Cove, Pumbly Cove en Stuckless Cove, evenals de voormalige bewoning op Sops Island en Granby Island.

## Galerij

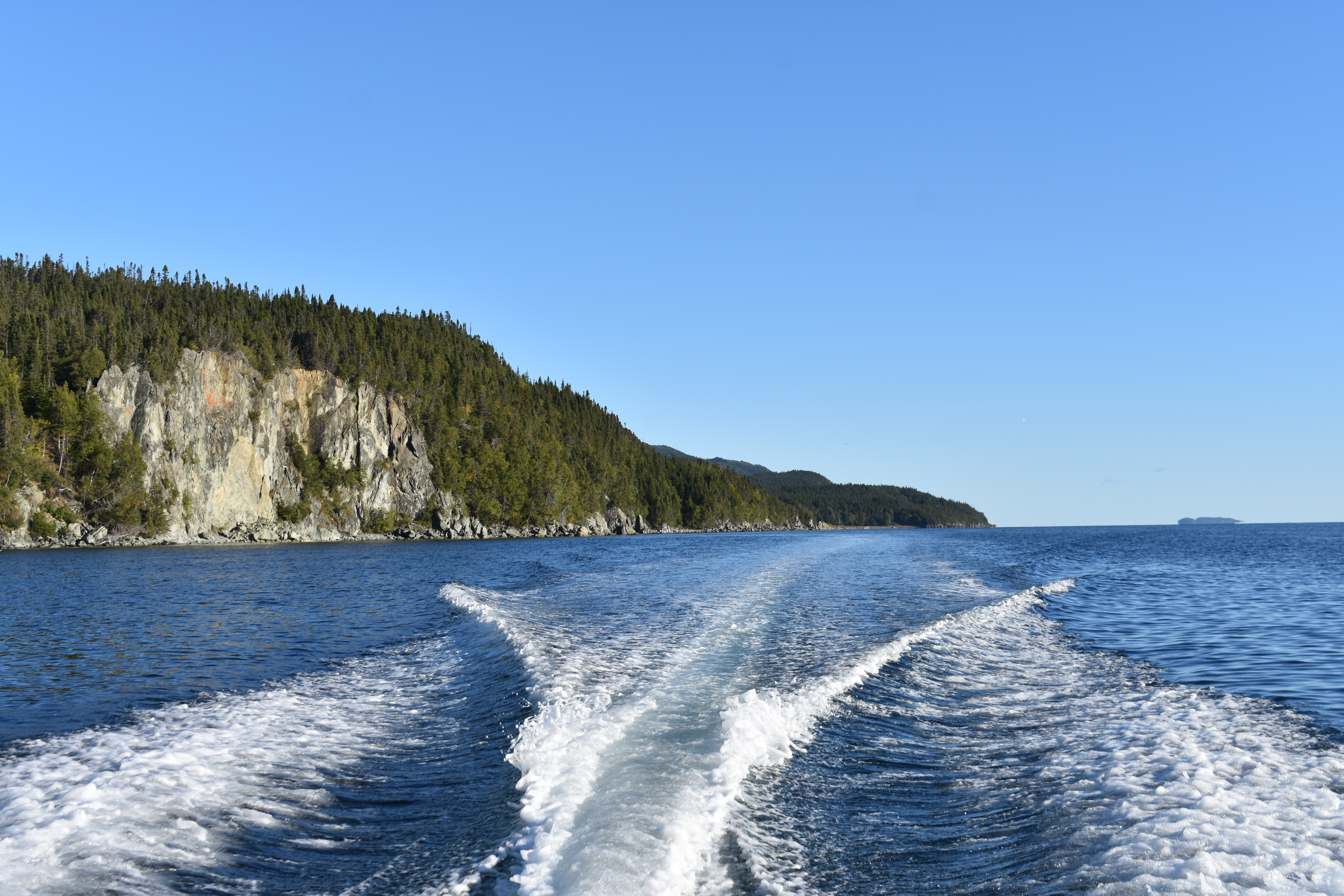
De White Bay gezien vanop een boot
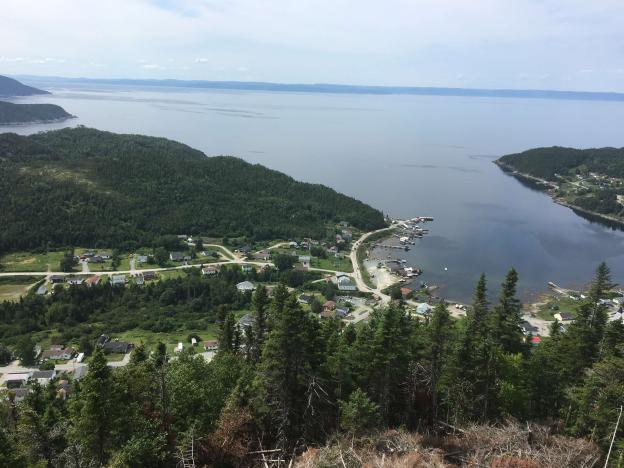
Seal Cove gezien vanaf een heuveltop